# Microsoft Pinpoint
Microsoft Pinpoint è stata una directory online di Microsoft Corporation che riportava software e servizi professionali IT che impiegano tecnologia Microsoft. Il servizio era rivolto a clienti aziendali e non a consumatori finali.
Il servizio era il successore di Microsoft Solution Finder e di Microsoft Solution Profiler, ed era stato lanciato negli Stati Uniti a partire dal 2008.
Alla fine del 2017 il servizio è stato chiuso e sostituito da Microsoft Partner Center.